# کورکورهای بال‌سیاه
کورکورهای بال‌سیاه (نام علمی: Elanus) یک سرده از پرندگان شکاری در زیرخانوادهٔ کورکوریان بال‌سیاه است. در سال ۱۸۰۹ توسط جانورشناس فرانسوی ژول سزار ساوینی کورکور بال‌سیاه (نام علمی: Elanus caeruleus) به عنوان گونه نماد معرفی شد. نام از واژهٔ یونان باستان elanos برای «بادبادک» می‌آید.
این سرده دربرگیرندهٔ چهار گونه است:
| نگاره | نام رایج           | نام علمی                              | پراکندگی    |
| ----- | ------------------ | ------------------------------------- | ----------- |
|       | کورکور بال‌سیاه     | Elanus caeruleus (Desfontaines, 1789) | -           |
|       | کورکور شانه‌سیاه    | Elanus axillaris (Latham, 1801)       |             |
|       | کورکور دم‌سفید      | Elanus leucurus (Vieillot, 1818)      | قاره آمریکا |
|       | کورکور بال‌نوشته‌دار | Elanus scriptus Gould, 1842           |             |

سه گونه اول بالا به عنوان زیرگونه از Elanus caeruleus و هم‌گونه (conspecific) آن در نظر گرفته شده بودند، به عنوان کورکور شانه‌سیاه شناخته می‌شدند.